# Legion (álbum)
Legion es el segundo álbum de la banda estadounidense de death metal Deicide. Fue publicado por Roadrunner Records en 1992.
Legion es musicalmente más ambicioso que la mayoría de álbumes de Deicide, incorporando riffs técnicos y estructuras de canción. El álbum sigue siendo un favorito de los fanáticos seminales y es ampliamente considerado como el mejor álbum que Deicide ha producido. Sin embargo, la banda considera este álbum como el más difícil y afirman que es demasiado caótico, pero cuando los hermanos Hoffman dejaron la banda, declaró Eric Hoffman que simplemente fue porque Glen Benton se negó a tocar canciones más largas y no podía hacer riffs técnicos en su bajo. A pesar de los elogios que recibe Legion de parte de los fanes de Deicide, "Dead But Dreaming" es la única pista de este álbum que se mantuvo en vivo. A diferencia del primer álbum de Deicide, este álbum no utilizó ningún tipo de manipulación de estudio en la voz de Glen Benton.
La primera canción, "Satan Spawn, the Caco-Daemon", presenta un mensaje subliminal, alrededor de veinte segundos, una voz puede ser escuchada diciendo "Satan Spawn, the Caco-Daemon".
Steve Asheim dijo de Legion: "Para Legion, estaba demasiado ocupado preocupándome por cómo sacaríamos un segundo álbum para pensar realmente en lo que significaba, solo estaba tratando de permanecer en el negocio de la música y ser brutal".

## Reseñas
Un crítico de The Metal Storm dijo, "en general es un buen álbum, algunas canciones están bien ejecutadas y con una composición musical compleja, pero hay otras que son muy simples y repetitivas".
Vincent Jeffries de Allmusic declaró: "Legion se destaca como una oferta musicalmente compleja pero familiar de la banda. El favorito en vivo 'Trifixion' es de hecho uno de los mejores cortes del lanzamiento, pero es más fácil considerar este disco (y la mayoría de los discos como este) en su conjunto. Las composiciones y actuaciones de Deicide son sólidas y serias en todo momento". También sugirió que "los nuevos fanáticos del death metal harán bien en comenzar su colección con Legion".

## Lista de canciones
1. "Satan Spawn, The Caco-Daemon" — 4:26
2. "Dead but Dreaming" — 3:13
3. "Repent to Die" — 3:59
4. "Trifixion" — 2:57
5. "Behead the Prophet (No Lord Shall Live)" — 3:44
6. "Holy Deception" — 3:19
7. "In Hell I Burn" — 4:36
8. "Revocate the Agitator" — 2:47

## Créditos
- Glen Benton - voz, bajo
- Brian Hoffman - guitarra
- Eric Hoffman - guitarra
- Steve Asheim - batería